# Siphonostomatoida
Siphonostomatoida är en ordning av kräftdjur. Siphonostomatoida ingår i klassen Maxillopoda, fylumet leddjur och riket djur. Enligt Catalogue of Life omfattar ordningen Siphonostomatoida 510 arter. 

## Dottertaxa till Siphonostomatoida, i alfabetisk ordning[1][2]
- Artotrogidae
- Asterocheridae
- Bythocheres
- Caligidae
- Cancerillidae
- Cecropidae
- Chordeumiidae
- Dichelesthiidae
- Dirivultidae
- Dissonidae
- Dyspontiidae
- Entomolepidae
- Entomolepididae
- Eudactalinidae
- Eudactylinidae
- Euryphoridae
- Hatschekiidae
- Hyponeoidae
- Kroyeriidae
- Lernaeidae
- Lernaeopodidae
- Lernanthropidae
- Megapontiidae
- Melinnacheridae
- Micropontiidae
- Myzopontiidae
- Nanaspididae
- Naobranchiidae
- Nicothoidae
- Pandaridae
- Pennellidae
- Pontoeciellidae
- Pseudocycnidae
- Rataniidae
- Sphyriidae
- Sponginticolidae
- Tanypleuridae
- Thespesiopsyllidae
- Trebiidae